# 2583 Fatyanov
2583 Fatyanov је астероид главног астероидног појаса са средњом удаљеношћу од Сунца која износи 2,252 астрономских јединица (АЈ).
Апсолутна магнитуда астероида је 13,0.